# Odontothrips loti
Odontothrips loti är en insektsart som först beskrevs av Alexander Henry Haliday 1852.  Odontothrips loti ingår i släktet Odontothrips och familjen smaltripsar. Arten är reproducerande i Sverige. Inga underarter finns listade i Catalogue of Life.